# Brazabrantes
Brazabrantes é um município brasileiro do interior do estado de Goiás, Região Centro-Oeste do país. Sua população estimada em 2016 era de 3.565 habitantes.

## História
Às margens do rio Meia Ponte, Brazabrantes tem uma grande e vasta área de preservação de matas do cerrado. Com suas festas típicas da cidade o turismo vem crescendo; no mês de abril é feita a Malhação de Judas e também a festa do boi, além do agitado Carnaval em fevereito.
Motivados pela condição distrital, os habitantes aceleraram o progresso da localidade, com indústrias e comércios, alterando-se a denominação do distrito para Brazabrantes, em homenagem ao general goiano Brás Abrantes.